# Hannas schlafende Hunde (Roman)
Hannas schlafende Hunde ist ein Roman der österreichischen Schriftstellerin Elisabeth Escher aus dem Jahr 2010; 2018 erschien eine revidierte Neuauflage.

## Inhalt
Angelegt als Lebensgeschichte von drei Frauen umspannt der Roman einen Bogen von rund einem halben Jahrhundert.
Die Haupthandlung spielt in den 1960ern, den Jahren der Kindheit des Mädchens Hanna. Mehrere Kapitel führen jedoch auch zurück in die Zeit des Nationalsozialismus. Damit wird die ambivalente Situation der kleinstädtischen Nachkriegsbevölkerung begreifbar: Opfer leben Tür an Tür mit den Tätern, die Schatten der Vergangenheit liegen noch immer schwer auf den Menschen.
Hanna wächst im Familienverband mit ihren Eltern, den beiden Brüdern und der in der Zeit des Nationalsozialismus erblindeten jüdischen Großmutter in einer österreichischen Kleinstadt auf. Großmutter und Mutter sind nur mit viel Glück der Deportation durch die Nazis entgangen; Hanna selbst erlebt Jahrzehnte später – mittlerweile Lehrerin geworden – die brisanten Probleme nicht gelingender Integration und zerstörender Vorurteile.
In dem in 25 Episoden unterteilten Roman wird gleich zu Beginn klar, dass sich hinter scheinbarer Idylle ein dunkles Familiengeheimnis verbirgt: Als das Mädchen Hanna mit seiner blinden Großmutter Hand in Hand den gewohnten Spaziergang zur Kirche entlang der Bahngleise zurücklegt, hört man das Herannahen eines Zuges. Die Großmutter erstarrt, übermächtig sind die Erinnerungen an jene zahllosen Züge, die vor noch gar nicht allzu langer Zeit Menschen jüdischer Abstammung in die todbringenden Konzentrationslager befördert haben. Hanna, die eine sehr innige Beziehung mit ihrer Großmutter verbindet, kann die alte Frau nur beruhigen, indem sie ihr versichert, dass die Züge Fenster haben und man die Menschen drinnen sehen kann.
Auch die Rolle der katholischen Kirche spielt in diesen Nachkriegsjahren und speziell in Hannas Familie eine bedeutende Rolle: Der Bruder des Vaters, katholischer Pfarrer, kommt oft gemeinsam mit seinem Kaplan zu Besuch. Die Situation bleibt selbst im engen Familienkreis förmlich und den kirchlichen Würdenträgern gegenüber von Respekt geprägt. Diese autoritären Strukturen der Nachkriegsjahre setzen sich im schulischen Bereich fort, wo auch Hanna schwarzer Pädagogik und psychischer Gewalt ausgesetzt ist. Ihre Volksschullehrerin, ehemals aktive Nationalsozialistin, „erzieht“ die Kinder und speziell Hanna weiterhin ihrer Geisteshaltung entsprechend.
Die Kapitel „Die Abholung“ sowie „Rassenlehre“ bringen schließlich in Rückblenden die geballte Grausamkeit und Menschenverachtung der Nazizeit an die Oberfläche. In der Episode „Die Abholung“ wird Hannas Großmutter von ihrem Fenster aus Zeugin einer schrecklichen Szene, die ebenso ihr und ihren Töchtern hätte gelten können: Ein Auto hält mitten in der Nacht vor ihrer Haustür, zwei Männer springen heraus und läuten am gegenüberliegenden Haus eine junge Frau wach. Ihr kleines Kind beginnt laut zu weinen. Die Männer befehlen ihr, unverzüglich mit ihrem Kind herunter zu kommen. Danach schieben sie sie in den Wagen und deportieren sie.
Im Kapitel „Rassenlehre“ ist Hannas Mutter die Protagonistin, sie ist damals Schülerin der Gewerbeschule, in der sie zur Lehrerin für Hauswirtschaftslehre ausgebildet wird. Diese Schule kann sie nur deshalb besuchen, weil ihre mutige Klassenlehrerin unter Lebensgefahr im Klassenkatalog das Mädchen als „arisch“ eingetragen hat, wohl wissend, dass sie keinen Ariernachweis vorlegen konnte. Nun kommt eines Tages ein Ministerialbeamter zur Visite, um vor den Mädchen einen Vortrag über „Rassenreinheit“ zu halten. Bizarrerweise wählt er als „Anschauungsobjekt“ einer reinrassigen Arierin genau Hannas Mutter aus.
Auch in weiteren Kapiteln, die in den Kriegsjahren spielen, sind Hannas Großmutter und Mutter ständiger Angst vor Entdeckung ausgesetzt. So ist es Hannas Mutter nach der Absolvierung ihrer Ausbildung nicht möglich, den Lehrberuf zu ergreifen. Sie findet eine Stellung in einer Bank, der Preis dafür ist jedoch hoch. Der Bankdirektor nimmt ihre sexuellen Dienste in Anspruch, sie zu verweigern ist unmöglich.
All diese Geschehnisse haben die betroffenen Menschen traumatisiert und teils sprachlos zurückgelassen. Das Mädchen Hanna jedoch möchte keine Schonung durch Verschweigen, sie will Klarheit, und die Großmutter konfrontiert sie schließlich vor ihrem Tod noch mit dem gesamten Ausmaß der Tatsachen. Und nur die Auseinandersetzung mit der Vergangenheit ermöglicht es schließlich Hanna, aus den dunklen Schatten herauszutreten und in ein befreites Leben zu starten.

## Ausgaben
- Hannas schlafende Hunde. Edition Tandem, Salzburg 2010, ISBN 978-3-902606-43-3.
- Hannas schlafende Hunde. edition Li-Book, Salzburg 2018, ISBN 978-3-9504-6410-8.

## Verfilmung
Das Buch wurde im Jahr 2015 vom Regisseur Andreas Gruber verfilmt und kam im April 2016 in die Kinos. Der Film erhielt das Prädikat sehenswert.
Hauptdarsteller sind Hannelore Elsner, Franziska Weisz, Nike Seitz, Rainer Egger, Christian Wolff und Johannes Silberschneider.